# Molophilus gigas
Molophilus gigas är en tvåvingeart som beskrevs av Alexander 1922. Molophilus gigas ingår i släktet Molophilus och familjen småharkrankar. Inga underarter finns listade i Catalogue of Life.